# Lilla Crawford
Lilla Crawford (Los Angeles, 23 febbraio 2001) è un'attrice e cantante statunitense.

## Biografia
Lilla Crawford debutta a Broadway nel 2011 e interpreta Debbie durante l'ultimo periodo di repliche di Billy Elliot the Musical. Nel 2013 torna a Broadway nel musical Annie, in cui interpreta la protagonista; nel febbraio dello stesso anno recita e canta nella versione concertale del musical Ragtime, insieme a Norm Lewis e Lea Salonga.
Nel 2014 interpreta Cappuccetto Rosso nel film di Rob Marshall Into the Woods, tratto dall'omonimo musical di Stephen Sondheim.

## Filmografia

### Cinema
- Into the Woods, regia di Rob Marshall (2014)
- Little Miss Perfect, regia di Marlee Roberts (2016)

### Televisione
- Forever – serie TV, episodio 1x19 (2015)
- Blue Bloods – serie TV, episodio 6x10 (2015)
- Bull – serie TV, episodio 6x01 (2021)
- Pretty Little Liars: Original Sin – serie TV, 4 episodi (2022)
- A casa di Raven (Raven's Home) – serie TV, episodio 6x06 (2023)
- Evil – serie TV, episodio 4x03 (2024)

## Doppiatrici italiane
Nelle versioni in italiano delle opere in cui ha recitato, Lilla Crawford è stata doppiata da:
- Emanuela Ionica in Into the Woods, Blue Bloods
- Alice Venditti in Bull

## Riconoscimenti
- 2015 – Young Artist Awards[2]
  - Miglior performance in un film – Giovane attrice non protagonista per Into the Woods